# Deux-Montagnes (district électoral du Canada-Uni)
Pour les articles homonymes, voir Deux-Montagnes (homonymie).
Circonscription électorale provinciale du Canada
Deux-Montagnes est un district électoral de l'Assemblée législative de la province du Canada.

## Liste des députés
| Années | Années      | Député                | Affiliation    |
| ------ | ----------- | --------------------- | -------------- |
|        | 1841 - 1842 | Colin Robertson       | Tory unioniste |
|        | 1842 - 1844 | Charles John Forbes   | Tory           |
|        | 1844 - 1848 | William Henry Scott   | Tory           |
|        | 1844 - 1848 | William Henry Scott   | Réformiste     |
|        | 1848 - 1851 | William Henry Scott   |                |
|        | 1851 - 1851 | William Henry Scott   |                |
|        | 1851 - 1854 | Louis-Joseph Papineau | Rouge          |
|        | 1854 - 1858 | Jean-Baptiste Daoust  | Réformiste     |
|        | 1858 - 1861 | Jean-Baptiste Daoust  | Bleu           |
|        | 1861 - 1863 | Jean-Baptiste Daoust  | Bleu           |
|        | 1863 - 1867 | Jean-Baptiste Daoust  | Bleu           |